# 過埤子
過埤子，原寫為過埤仔，是臺灣高雄市鳳山區的一個傳統地域名稱，位於該區東南部。相較於今日行政區，其範圍大致為過埤里南部不含其東部邊界地帶中段。
本地區境內主要聚落為園尾、田中央、土庫、頂中，設有過埤國小。

## 歷史
台灣日治初期，過埤子地區為一街庄，稱為「過埤仔庄」（舊制街庄），隸屬於鳳山上里。該庄昔日北與灣仔頭庄為鄰，東與拷潭庄為鄰，南邊為空地仔庄、中大厝庄，西邊為五甲庄、七老爺庄。
1901年（日治明治三十四年）11月11日，全台廢縣廳改設二十廳，該庄隸屬於鳳山廳。1904年（明治三十七年）5月3日，該庄編入「空地仔區」，隸屬於鳳山廳。1909年（明治四十二年）10月25日，全台合併二十廳為十二廳，空地仔區改隸屬於臺南廳。1920年（大正九年）10月1日，全台地方制度大改正，廢十二廳改設五州二廳，該庄改制並雅化為「過埤子」大字，隸屬於高雄州鳳山郡鳳山街（新制街庄）。
戰後鳳山街改制為鳳山鎮，隸屬於高雄縣，大字亦改制為里。1950年（民國39年）10月1日，高、屏分治，鳳山鎮仍隸屬於高雄縣。1972年（民國61年）7月1日，鳳山鎮升格為鳳山市。2010年（民國99年）12月25日，高雄縣、市合併為直轄高雄市，鳳山市改制為鳳山區。

## 聚落
本地區發展較早的聚落為埤仔墘（已消失）、園尾、田中央、土庫、頂中（今稱頂庄），在日治初期的官方地圖上已有記載。

## 交通
省道台88線是「東西向快速公路－高雄潮州線」，橫貫本地區中部，並在市道183甲線交會處設有鳳山交流道。由此可快速前往台88線沿線各地，或銜接國道1號、國道3號。
市道188號是五甲至竹田的道路，主要為省道台88線的平面側車道，經過本地區中部暨土庫聚落。由該道路西行可前往鳳山區西南部，並止於七老爺地區的市道183號路口；東行可前往大寮區、屏東縣萬丹鄉、竹田鄉，並止於市道189號路口。
市道183甲線是第三號橋至頂庄的道路，其南側端點（終點）位於本地區南部略偏西、近邊界地帶的中安路路口。由此北行可前往鳳山區鳳山市區，並止於市道183號路口。

## 學校
- 過埤國小

## 公務機關
- 高雄市政府警察局鳳山分局過埤派出所
- 高雄市政府消防局第三大隊鳳祥消防分隊